# Thörigen
Thörigen är en ort och kommun i distriktet Oberaargau i kantonen Bern i Schweiz. Kommunen har 1 191 invånare (2023).